# Le Banni
Pour les articles homonymes, voir Le Banni (homonymie).
 (août 2025).
Pour plus de détails, voir Fiche technique et Distribution.

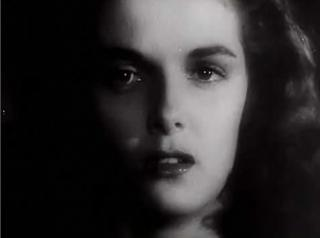
Jane Russell

Le Banni (titre original The Outlaw) est un western américain de 1943, réalisé et produit par le milliardaire Howard Hughes, qui révéla Jane Russell à l'écran et fit d'elle une vedette. Jack Buetel joue quant à lui le rôle de Billy the Kid.
Terminé en 1941, le film ne put sortir qu'en 1943 de manière limitée, et en 1946 de manière généralisée. Ceci était le résultat de l'obstination de Hughes à défier le Code Hays et l'administration de la censure dirigée par Joseph I. Breen. Les plans insistants sur la poitrine de Jane Russell, et la place accordée à ceux-ci sur l'affiche du film, furent le principal élément à charge du film. Une controverse qui fut pour beaucoup dans le succès et la postérité de l'œuvre.

## Synopsis
Pat Garrett et Doc Holliday sont de vieux amis. Leur amitié va être mise à mal lorsque Billy the Kid vole le cheval de Doc. S'ensuit un jeu du chat et de la souris entre les trois hommes et une relation « je t'aime - je te hais » entre le Kid et Doc. Tous les protagonistes sont sous le charme de Billy tout en tentant à plusieurs reprises de le tuer… lui-même semblant indifférent à tous et à tout… sauf à « Red », le cheval volé à Doc.
Le personnage de Jane Russell, Rio, est un véritable second rôle. Elle veut d'abord  tuer le Kid pour venger son frère. Plus tard, on apprend qu'elle est la petite amie de Doc. Elle prend soin du Kid pendant sa convalescence au point de se glisser dans son lit et de l'épouser au petit matin, puis elle essaie de le noyer ; le Kid  ne lui porte guère d'intérêt, la maltraite, mais ils finissent par s'en aller tous les deux après maintes péripéties. Le dindon de la farce est Doc qui perd et son cheval, et Rio, et la vie.

## Fiche technique
- Titre : Le Banni
- Titre original : The Outlaw
- Réalisation : Howard Hughes et Howard Hawks (non crédité)
- Scénario : Jules Furthman, Howard Hawks (non crédité) et Ben Hecht (non crédité)
- Assistants réalisateur : Sam Nelson, Arthur Rosson et Albert R. Broccoli (non crédités)
- Production : Howard Hughes pour R.K.O.
- Société de production et de distribution : Howard Hughes Productions
- Musique : Victor Young (non crédité) Tchaïkovsky (Symphonie pathétique)
- Photographie : Gregg Toland et Lucien Ballard (non crédité)
- Montage : Wallace Grissell
- Décorateur de plateau : Perry Ferguson
- Pays de production : États-Unis
- Langue : anglais
- Genre : western
- Format : noir et blanc - Son : Mono - 35mm
- Durée : 116 minutes
- Date de sortie :
  - États-Unis : 5 février 1943 San Francisco

## Distribution
- Jane Russell : Rio McDonald (VF : Claire Guibert) :
- Jack Buetel : Billy the Kid
- Thomas Mitchell : Pat Garrett
- Walter Huston : Doc Holliday
- Mimi Aguglia : Guadalupe
- Joe Sawyer : Charley
- Gene Rizzi : l'étranger

## Autour du film
Zoe Mozert a peint l'affiche du film.[réf. souhaitée]